# Avoine (Orne)
Avoine település Franciaországban, Orne megyében. Lakosainak száma 217 fő (2022. január 1.). Avoine Tanques, Boucé, Francheville, Joué-du-Plain, Vieux-Pont és Écouché-les-Vallées községekkel határos.

## Népesség
A település népességének változása:
| Lakosok száma | 236  | 229  | 231  | 218  | 217  | 214  | 214  | 216  | 217  |
|               | 2013 | 2015 | 2016 | 2017 | 2018 | 2019 | 2020 | 2021 | 2022 |